# 초콤팩트 기수
집합론에서 초콤팩트 기수(超compact基數, 영어: supercompact cardinal)는 가측 기수보다 더 강한 폐포 성질을 갖춘 큰 기수이다. 초콤팩트 기수는 반사 성질을 보인다. 즉, 초콤팩트 기수 이상에서 일어나는 현상은 반드시 초콤팩트 기수 미만에서도 일어난다.

## 정의
순서수 {\displaystyle \alpha } 및 기수 {\displaystyle \kappa }에 대하여, 다음 성질들을 만족시키는 추이적 모형 {\displaystyle M}이 존재한다면 {\displaystyle \kappa }를 {\displaystyle \alpha }-초콤팩트 기수라고 한다.
- 기본 매장 {\displaystyle j\colon M\to V}가 존재한다. 여기서 {\displaystyle V}는 폰 노이만 전체이다.
- {\displaystyle j}의 임계점은 {\displaystyle \kappa }이다.
- {\displaystyle j(\kappa )>\alpha .}
- 임의의 함수 {\displaystyle f\colon \alpha \to M}에 대하여, {\displaystyle f\in M}이다.

초콤팩트 기수는 모든 순서수 {\displaystyle \alpha }에 대하여 {\displaystyle \alpha }-콤팩트한 기수이다.

## 성질
초콤팩트 기수는 큰 기수이다. 즉, 이러한 기수의 존재는 선택 공리를 추가한 체르멜로-프렝켈 집합론으로 증명할 수 없다.
모든 초콤팩트 기수는 강콤팩트 기수이다.
초콤팩트 기수는 반사 성질(영어: reflection property)을 보인다. 즉, 임의의 초콤팩트 기수 {\displaystyle \kappa } 및 대부분의 기수 성질에 대하여, 이 성질을 만족시키는 {\displaystyle \kappa } 이상의 기수가 존재한다면, 이 성질을 만족시키는 {\displaystyle \kappa } 미만의 기수 역시 존재한다. 예를 들어, 만약 일반화 연속체 가설이 {\displaystyle \kappa } 미만에서 성립한다면, 이는 모든 기수에 대하여 성립한다.
만약 적어도 하나의 초콤팩트 기수가 존재한다면, {\displaystyle L(\mathbb {R} )}에 국한된 결정 공리 {\displaystyle {\mathsf {AD}}^{L(\mathbb {R} )}}가 성립한다. 하나의 초콤팩트 기수의 존재 대신, 무한히 많은 우딘 기수의 존재를 가정하여도 같은 결과가 성립한다.

## 같이 보기
- 강콤팩트 기수